# La casa degli incubi
La casa degli incubi (Goupi Mains Rouges) è un film del 1943 diretto da Jacques Becker.